# Ленинградский областной суд
Ленинградский областной суд — высший судебный орган Ленинградской области по гражданским, уголовным, административным делам, подсудным судам общей юрисдикции. В качестве суда первой инстанции рассматривает дела, отнесённые федеральными законами к компетенции судов уровня субъекта РФ, в том числе, рассматривает уголовные дела с участием присяжных заседателей. Является апелляционной инстанцией для районных (городских) судов Ленинградской области.

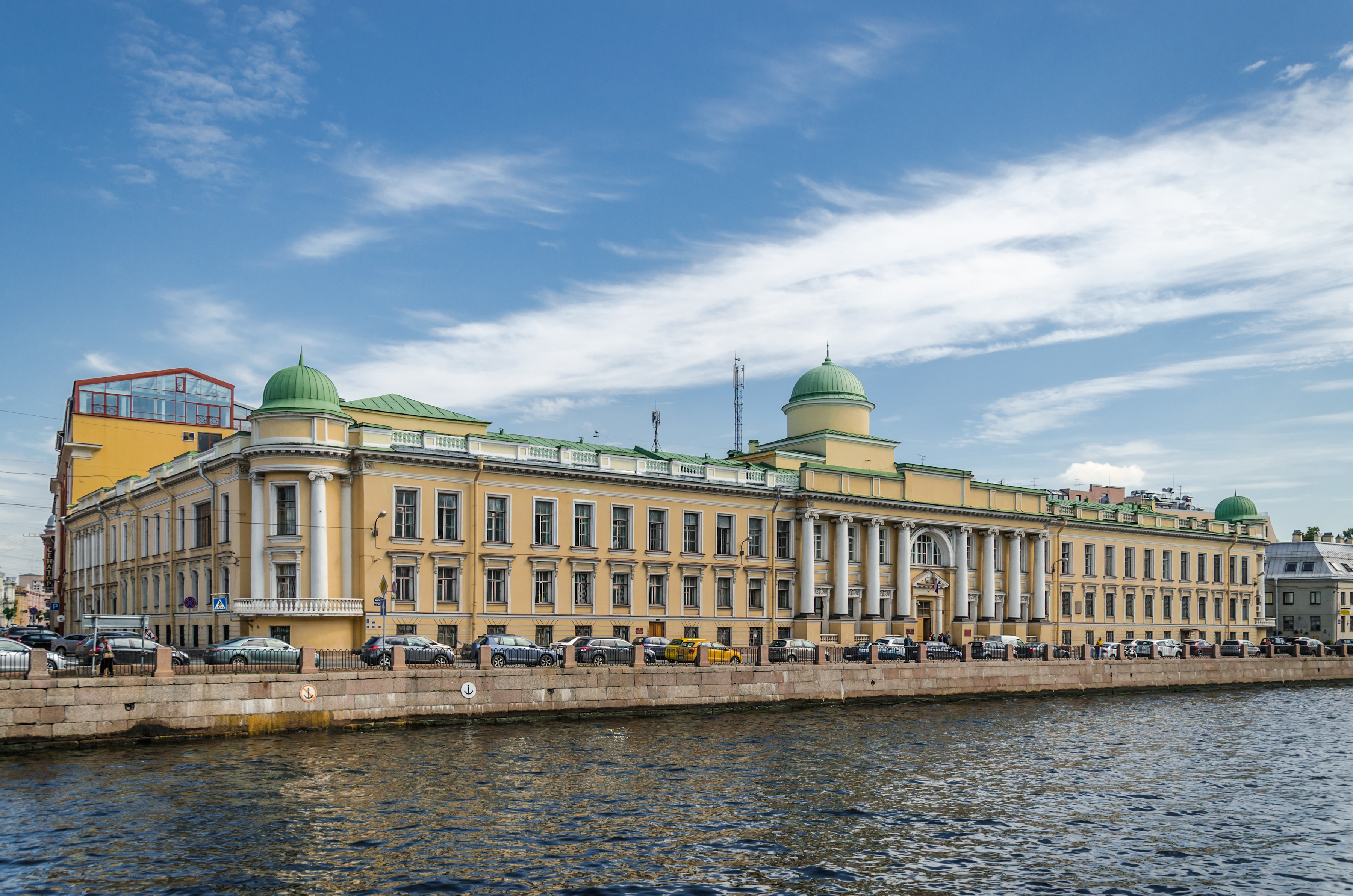
Здание Ленинградского областного суда в наши дни (бывшее здание Училища правоведения)

## Руководство
Председатель Ленинградского областного суда — Геннадий Васильевич Перфильев (с апреля 2019 года).

## Историческая справка
- Согласно архивным документам решение о создании Петроградского Губернского суда было принято 16 декабря 1922 года на заседании Президиума Петрогубисполкома (протокол № 5). Этим же решением был назначен первый председатель Губсуда Нахимсон Ф. М.[1]. Местонахождением всех отделов Губсуда, кроме Судебной коллегии по уголовным делам, был определён дом № 16 по набережной реки Фонтанки (до 2013 года включительно — здание Санкт-Петербургского городского суда). В структуре суда были первая уголовная и гражданская инстанции, а также кассационная инстанция.

После создания в августе 1927 года Ленинградской области Петроградский Губернский Суд (переименованный в Ленинградский Губернский Суд в 1924 г.)постановлением Президиума Оргбюро Ленинградской области от 1 октября 1927 года был реорганизован в Ленинградский областной суд с прежним председателем Нахимсоном Ф. М.
В 1940 году из Ленинградского областного суда был выделен Ленинградской городской суд.
Председатели Ленинградского областного суда:
- Нахимсон, Фёдор Михайлович (февраль 1923 — декабрь 1928)
- Грибов, Александр Иванович (январь 1929 — февраль 1935)
- Чудновский, Самуил Гдальевич (март 1935 — март 1937)
- Ростовцев, Иван Григорьевич (март 1937 — декабрь 1937)
- Алексеев, Михаил Семёнович (январь 1938 — март 1939)
- Басавин, Иван Александрович (март 1939 — июль 1940)
- Шишин, Иван Никифорович (июль 1940 — август 1945)
- Степанов, Алексей Егорович (август 1945 — март 1953)
- Самарин Степан Николаевич (март 1953 — апрель 1963)
- Курносов Григорий Данилович (апрель 1963 — январь 1984)
- Судиловский Владимир Антонович (январь 1984 — май 2004)
- Лодыженская Ирина Игоревна (октябрь 2005 — октябрь 2011)
- Шевчук Виталий Борисович (октябрь 2011 — октябрь 2017)
- Подносова Ирина Леонидовна (октябрь 2017 — апрель 2019)
- Перфильев Геннадий Васильевич (апрель 2019 — по настоящее время)